# اچ‌ام‌اس اولیس (آر۶۹)
اچ‌ام‌اس اولیس (آر۶۹) (به انگلیسی: HMS Ulysses (R69)) یک کشتی بود. این کشتی در سال ۱۹۴۲ ساخته شد.